# The Crazy Ones
The Crazy Ones est une série télévisée américaine en 22 épisodes de 22 minutes créée par David E. Kelley et diffusée entre le 26 septembre 2013, et le 17 avril 2014 sur le réseau CBS et en simultané au Canada sur Citytv.
En Belgique, la série est diffusée depuis le 6 février 2017 sur RTL-TVI. Cependant elle reste inédite dans les autres pays francophones.

## Synopsis
Simon Roberts (Robin Williams), divorcé et légèrement dérangé, est le patron de "Roberts & Roberts" : agence de pub de renom. Sa fille Sydney (Sarah Michelle Gellar) est, en plus d'être sa collaboratrice, son total opposé.
Entourés d'une équipe de talentueux publicitaires, ils s'efforcent de rester dans le coup malgré la concurrence qui se fait de plus en plus nombreuse et la folie qui s'empare bien souvent d'eux…

## Distribution

### Acteurs principaux
- Robin Williams (VF : Michel Papineschi) : Simon Roberts
- Sarah Michelle Gellar (VF : Claire Guyot) : Sydney Roberts
- James Wolk (VF : Jérémy Bardeau) : Zach Cropper
- Hamish Linklater (VF : Guillaume Lebon) : Andrew
- Amanda Setton (VF : Marie Giraudon) : Lauren Slotsky

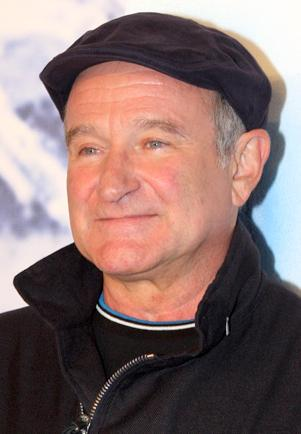
Robin Williams interprète Simon Roberts.
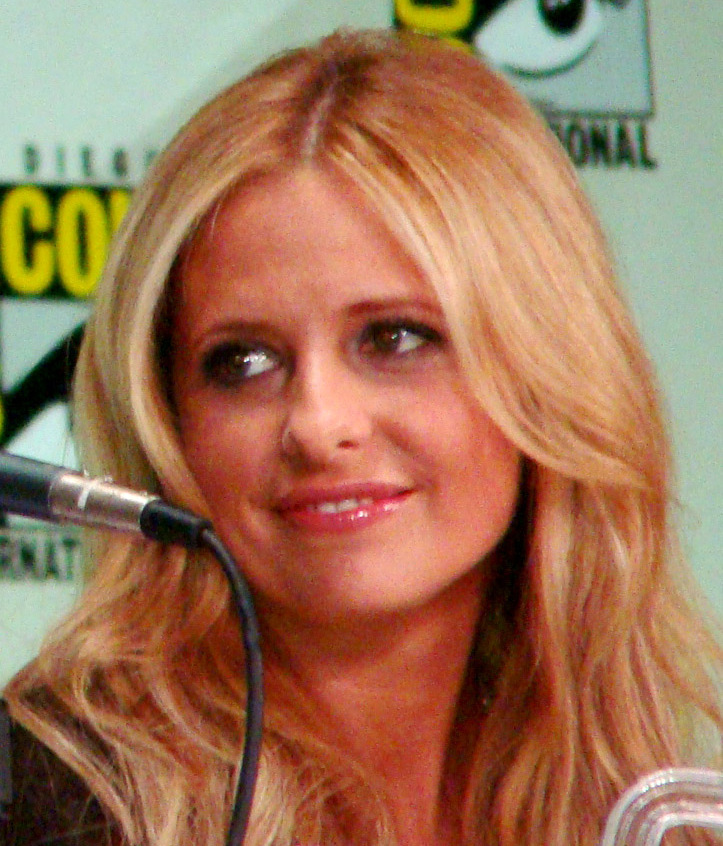
Sarah Michelle Gellar interprète Sydney Roberts.
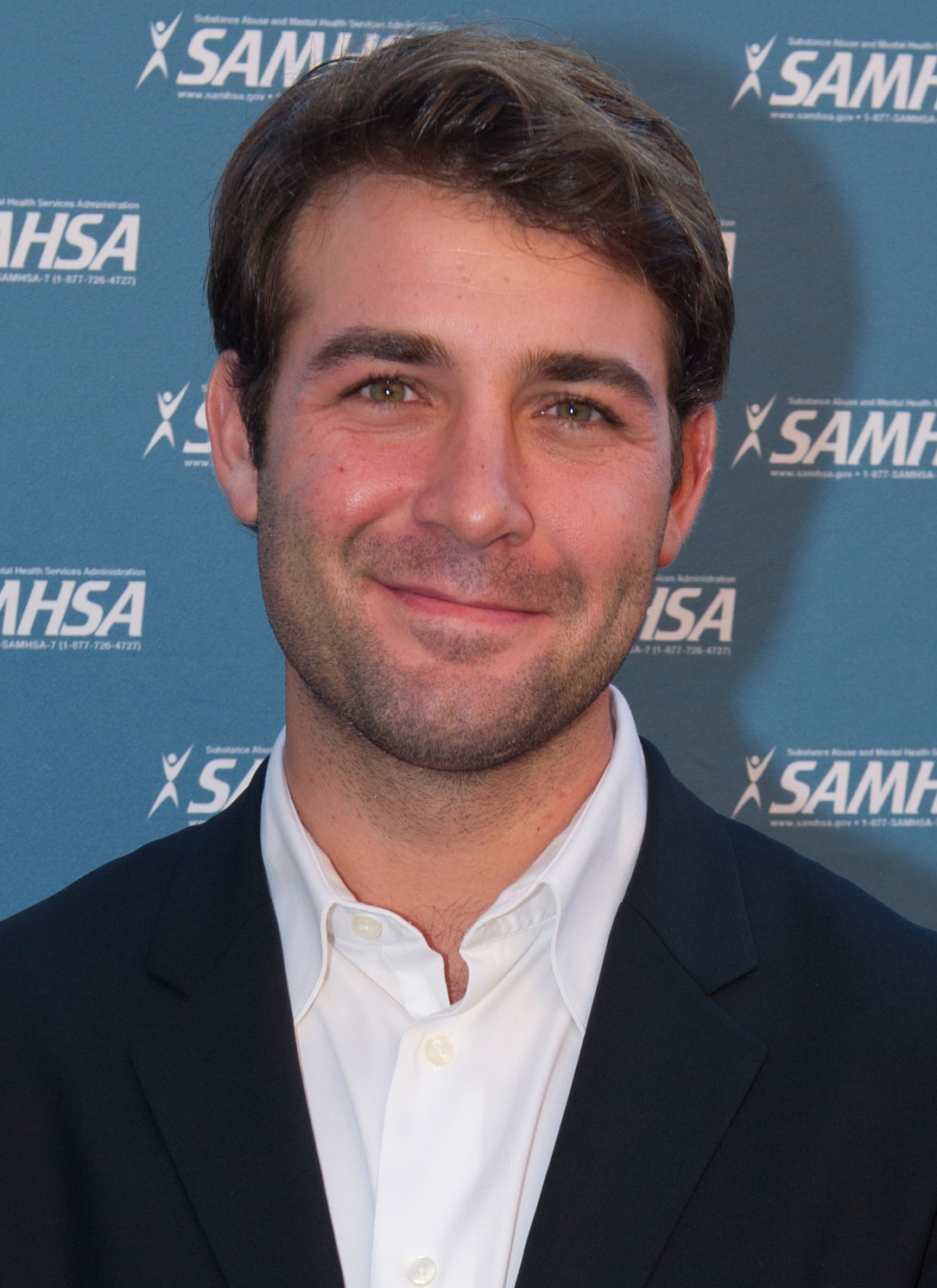
James Wolk interprète Zach Cropper.
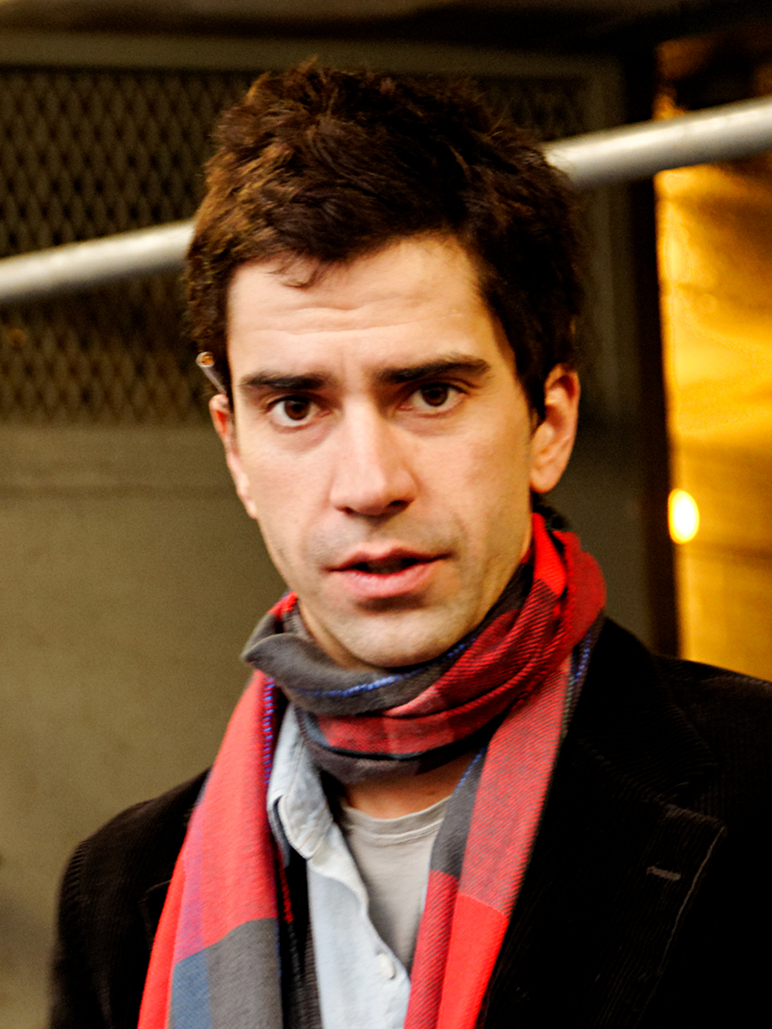
Hamish Linklater interprète Andrew.
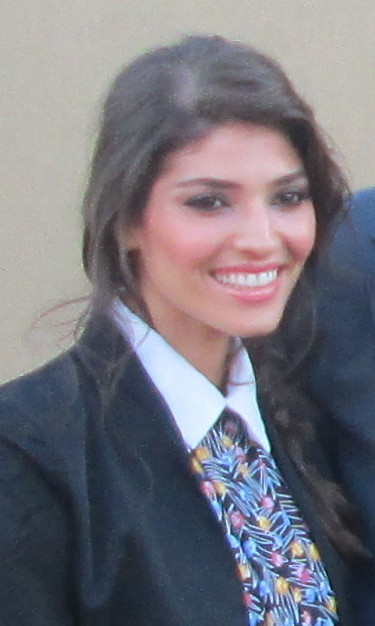
Amanda Setton interprète Lauren Slotsky.

### Acteurs récurrents et invités
- Brad Garrett (VF : Emmanuel Jacomy) : Gordon Lewis (6 épisodes)
- Gail O'Grady : Hannah Sharples (épisode 1)
- Kelly Clarkson (VF : Laëtitia Lefebvre) : elle-même (épisode 1)
- Ari Stidham : Ari (épisodes 2 et 11)
- Mark L. Taylor : Ted (épisode 2)
- Nicole Randall Johnson : Debbie (épisode 2)
- Brent Jennings : Kyle (épisode 2)
- Chasty Ballesteros : Carly the Model (épisode 2)
- J. D. Walsh (VF : Adrien Solis) : Randall (épisodes 3 et 15)
- John Marshall Jones : Mitch (épisode 3)
- Jen Lilley (en) : Claire (épisode 3)
- Teala Dunn : Taylor (épisode 3)
- Courtney Taylor Burness (de) : Daughter (épisode 3)
- J. Kristopher (en) : Firefighter (épisode 4)
- Fred Melamed : lui-même (épisodes 5 et 15)
- Saffron Burrows : Helena (épisode 5)
- Michael Landes : Josh Hayes (épisode 6)
- Alan Rachins : Bud Lymsky (épisode 6)
- Josh Groban (VF : Sylvain Agaësse) : Danny Chase (épisode 7)
- Jonno Roberts (VF : Fabien Jacquelin) : Grant (épisode 7)
- Ron Bottitta (arz) : Eddie (épisode 7)
- Barry Shabaka Henley : vendeur de voitures usagées (épisode 8)
- Ed Asner : Glen « Mr Finger » Hastings (épisode 8)
- Daisy Aitkens : Maid (épisode 8)
- Brooke Lyons : Nancy (épisode 9)
- Adriana Lima (VF : Gaëlle Savary) : elle-même (épisode 10)
- Raquel Zimmermann : Model #4 (épisode 10)
- Lavell Crawford : Marvin (épisode 10)
- Lance Barber : Clyde (épisode 10)
- Lex Medlin : Harold (épisode 10)
- P. J. Ochlan (en) : Maitre D (épisode 10)
- Brian Stepanek : Phil (épisode 11)
- Ashley Tisdale (VF : Marie Tirmont) : Kelsi Lasker (épisode 11)
- Lenny Jacobson (en) : Jerome (épisode 12)
- Steven Boyer (en) : Squirrel (épisode 12)
- Larry Sullivan (en) : Garrett (épisode 13)
- Brennan Elliott : Kyle (épisode 13)
- Kristine Johnson (en) : Valerie (épisode 13)
- Daniel Bess : Dylan (épisodes 14 et 21)
- Stephanie Faracy (en) : Judy (épisode 14)
- Sandeep Parikh (en) : Colin (épisode 14)
- Jazzmun (en) : Anastasia (épisode 14)
- Missi Pyle (VF : Valérie Nosrée) : Melora Evans (épisode 15)
- Kurt Fuller (VF : Patrice Dozier) : Mitchell Payson (épisode 15)
- Kelly Perine (en) : Calvin (épisode 15)
- Marcus Henderson : Teddy (épisode 15)
- Cheryl Hines (VF : Danièle Douet) : Beth Minker (épisode 16)
- Steve Talley (VF : Damien Boisseau) : Owen (épisodes 16 et 17)
- Joshua Gomez (VF : William Coryn) : George (épisode 17)
- Christopher Carley (en) : Peter (épisode 17)
- Jessica Chaffin (en) : Elaine (épisode 18)
- Kareem Abdul-Jabbar : lui-même (épisode 18)
- Joe Nunez : Blaine (épisode 18)
- Lauren Pritchard : Ellen (épisode 18)
- Jamie Denbo (en) : Katherine (épisode 18)
- Scott Klace (en) : Roger (épisode 18)
- Tiya Sircar : Allie (épisodes 19, 21 et 22)
- Brad Paisley : lui-même (épisode 19)
- Lisa K. Wyatt (en) : Jane (épisode 19)
- Pam Dawber (VF : Martine Irzenski) : Lily (épisode 20)
- Jonathan Del Arco : Timothy, mari de Gordon (épisode 20)
- David Copperfield : lui-même (épisode 20)
- Sarah Baker : Jean (épisode 20)
- Jennifer Marsala : Anna (épisode 20)
- Melody Thomas Scott : Flora (épisode 21)
- Gayle King : elle-même (épisode 21)
- Ukee Washington (en) : Reporter (épisode 21)
- Ivy George (en) : Little Girl (épisode 21)
- Marilu Henner : Paige (épisode 22)
- Gillian Alexy (en) : Megan (épisode 22)

- Version française
  - Société de doublage : Nice Fellow[5],[6]
  - Direction artistique : Marie-Christine Chevalier[6]
  - Adaptation des dialogues : Matthias Delobel[6]

 Source et légende : version française (VF) sur RS Doublage et Doublage Séries Database

## Fiche technique
- Producteurs exécutifs : David E. Kelley, Bill D'Elia, Dean Lorey, Jason Winer, John Montgomery et Mark Teitelbaum
- Société de production : David E. Kelley Productions, 20th Century Fox Television

## Développement

### Production
Le projet a été présenté au réseau CBS à la fin août 2012, qui a commandé un pilote en février 2013, puis a commandé la série le 10 mai 2013 et lui a attribué cinq jours plus tard lors des Upfronts la case horaire du jeudi à 21 h à l'automne.
Le 17 octobre 2013, CBS commande une saison complète, portant le total à 22 épisodes.
Le 10 mai 2014, la série est officiellement annulée, faute d'audience suffisante.

### Casting

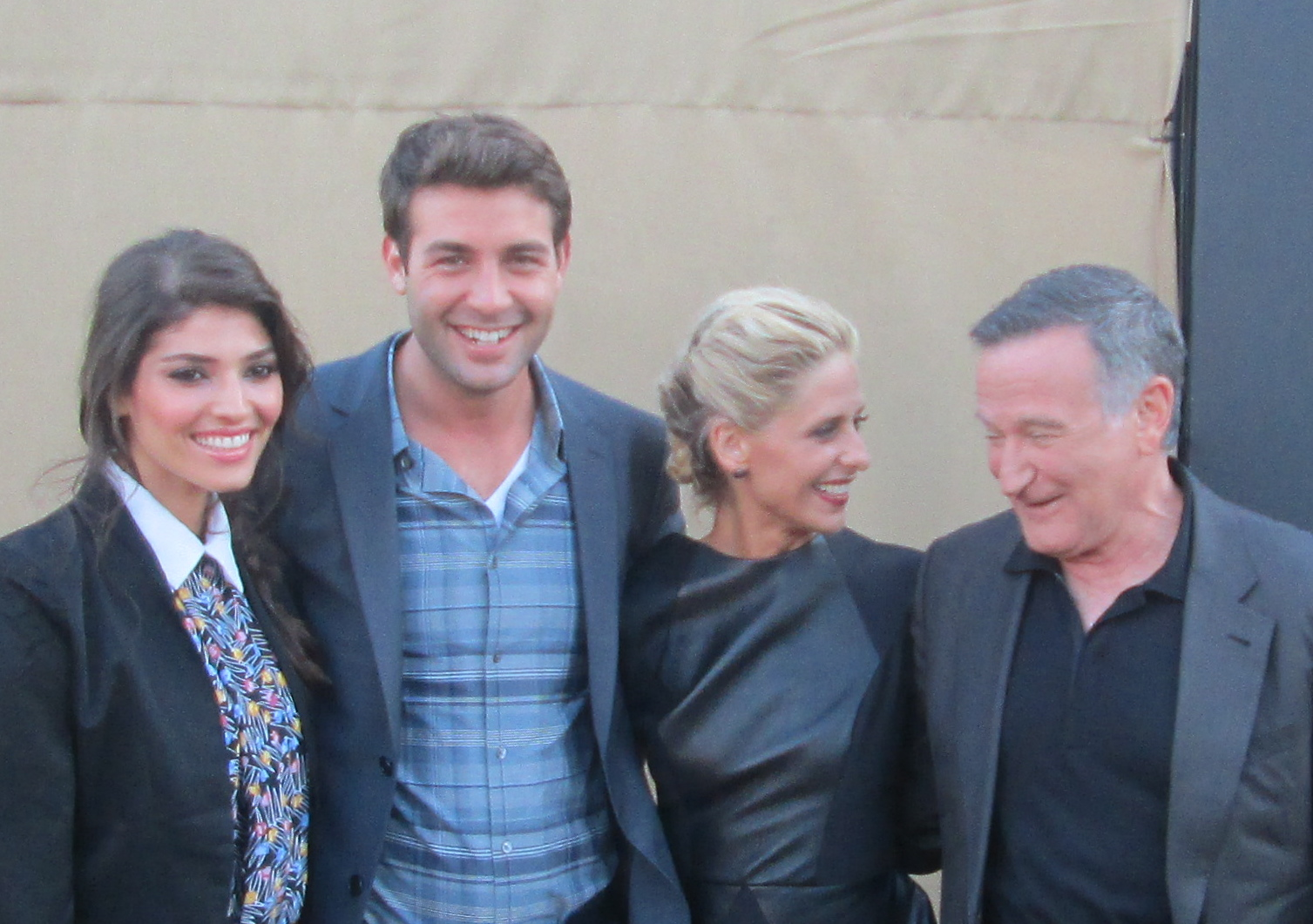
Distribution de la série, en juillet 2012

Les rôles ont été attribués dans cet ordre : Robin Williams, James Wolk, Sarah Michelle Gellar, Hamish Linklater et Amanda Setton.
Parmi les acteurs récurrents et invités : Josh Groban, Brad Garrett, Barry Shabaka Henley, Ed Asner, Ashley Tisdale, Adriana Lima, Missi Pyle et Kurt Fuller, Cheryl Hines, Joshua Gomez, Pam Dawber, Jonathan Del Arco et Melody Thomas Scott.

## Épisodes
| № | Titre                                                 | Réalisation          | Scénario                              | Première diffusion | Diffusion belge | Audience américaine |
| --- | ----------------------------------------------------- | -------------------- | ------------------------------------- | ------------------ | --------------- | ------------------- |
| 1 | Une chanson sexy Pilot                                | Jason Winer (en)     | David E. Kelley                       | 26 septembre 2013  | 6 février 2017  | 15,52               |
| Simon Roberts est un patron déjanté. Il dirige une agence de pub de grande renommée avec sa fille Sydney, complètement à l'opposée de son paternel. Ensemble, ils doivent gérer leurs clients qui comptent de grandes marques à échelle internationale ainsi que l'expansion de la concurrence. Après une série d'échecs, ils sont menacés d'être virés à moins de trouver une idée lumineuse pour relancer la campagne de publicité de MacDonalds et de redorer son image. Simon promet au comité d'administration qu'il aura une star de la pop comme voix du nouveau spot promotionnel. Avec Sydney, ils devront faire preuve de créativité puisqu'ils n'ont que 24h pour réussir leur mission. Après le refus de Jennifer Lopez et Adele, ils se tournent vers Kelly Clarkson, qui se verrait bien plus parler de sexe que de hamburgers dans une chanson pour relancer sa carrière… |                                                       |                      |                                       |                    |                 |                     |
| 2 | Le Spectaculaire The Spectacular                      | Jason Winer          | Joe Port et Joe Wiseman               | 3 octobre 2013     | 1er juin 2017   | 11,71               |
| 3 | La Leçon de conduite Bad Dad                          | Jason Winer          | Corey Nickerson                       | 10 octobre 2013    | 9 février 2017  | 9,69                |
| 4 | Le Petit-déjeuner Burrito Breakfast Burrito Club      | Michael Patrick Jann | Rob Sudduth                           | 17 octobre 2013    | 14 février 2017 | 9,37                |
| 5 | Les Amants She's So European                          | Jason Winer          | Dean Lorey (en)                       | 24 octobre 2013    |                 | 8,69                |
| 6 | Heiss auf den Preis Hugging the Now                   | Fred Savage          | Ryan Raddatz                          | 31 octobre 2013    |                 | 8,06                |
| 7 | Sydney harcelée Sydney, Australia                     | Bill D'Elia          | Tracy Poust (en) et Jon Kinnally (en) | 7 novembre 2013    | 27 mars 2017    | 8                   |
| 8 | Le Premier Client The Stan Wood Account               | Jason Winer          | Laura Krafft (en)                     | 14 novembre 2013   | 4 avril 2017    | 8,59                |
| 9 | Le Match de softball Sixteen-Inch Softball            | Alex Hardcastle (en) | Amy Hubbs                             | 21 novembre 2013   |                 | 8,6                 |
| 10 | Le Soutien gourmand Models Love Magic                 | Fred Savage          | Dean Lorey                            | 5 décembre 2013    | 15 mai 2017     | 7,58                |
| 11 | La Stagiaire The Intern                               | Fred Goss (en)       | Joe Port et Joe Wiseman               | 12 décembre 2013   | 16 mai 2017     | 7,87                |
| 12 | Accro aux jeux vidéo The Face of a Winner             | Jason Winer          | Mason Steinberg                       | 2 janvier 2014     | 22 mai 2017     | 8,2                 |
| 13 | La Grippe Outbreak                                    | Bill D'Elia          | Rob Sudduth                           | 9 janvier 2014     | 23 mai 2017     | 9,52                |
| 14 | Sydney et son chat Simon Roberts Was Here             | Steven Tsuchida (en) | Ryan Raddatz                          | 30 janvier 2014    | 30 mai 2017     | 8,25                |
| 15 | Le mort déteste Dead and Improved                     | Bill D'Elia          | David E. Kelley                       | 6 février 2014     | 1er juin 2017   | 7,48                |
| 16 | Noah aime Chicago Zach Mitzvah                        | Jason Winer          | Tracy Poust et Jon Kinnally           | 27 février 2014    | 24 juillet 2017 | 7,41                |
| 17 | Amour de bureau Heavy Meddling                        | Alex Hardcastle      | Bill Kunstler                         | 6 mars 2014        | 31 juillet 2017 | 6,96                |
| 18 | La Saint Patrick March Madness                        | Linda Mendoza (en)   | Laura Krafft                          | 13 mars 2014       | 1er août 2017   | 6,71                |
| 19 | titre français inconnu Danny Chase Hates Brad Paisley | David Katzenberg     | Amy Hubbs                             | 3 avril 2014       |                 | 6,53                |
| 20 | titre français inconnu Love Sucks                     | Bill D'Elia          | Mason Steinberg                       | 10 avril 2014      |                 | 6,87                |
| 21 | titre français inconnu The Monster                    | Jason Winer          | Dean Lorey                            | 17 avril 2014      |                 | 6,19                |
| 22 | titre français inconnu The Lighthouse                 | Matt Sohn            | Tracy Poust et Jon Kinnally           | 17 avril 2014      |                 | 5,23                |

## Audiences
Diffusé immédiatement après la première de la septième saison de The Big Bang Theory, le pilote a attiré 15,52 millions de téléspectateurs aux États-Unis, dépassant largement la première de The Michael J. Fox Show sur NBC.